# Bulevar Naciones Unidas
El Bulevar Naciones Unidas (también conocido como avenida Naciones Unidas) es uno de los ejes viales latitudinales más importantes de la ciudad de Quito, constituyendo a su vez el más ancho de la ciudad. Además, sus amplias aceras constituyen un paseo peatonal de gran concurrencia entre los quiteños, donde se presentan importantes exhibiciones artísticas y populares a lo largo de todo el año.
La vía conecta al hipercentro con las zonas residenciales de Granda Centeno, al oeste, y El Batán, al este. Además, y a través de otras calles secundarias que le sirven de conexión, se enlaza con el anillo vial metropolitano, que circunvala el área urbana a través las avenidas Occidental y Oriental. Su recorrido, totalmente recto, alcanza un aproximado de 1.8 km entre ambos extremos.
Al ser una de las pocas vías importantes de desfogue este-oeste en la ciudad, y sobre todo en el hipercentro, el bulevar Naciones Unidas constituye una las calles más famosas de la urbe; especialmente después de la recuperación integral emprendida por el Municipio durante el año 2013, en la que se amplió las aceras para fomentar la apropiación del espacio público y priorizar la circulación peatonal en el sector.

## Ruta

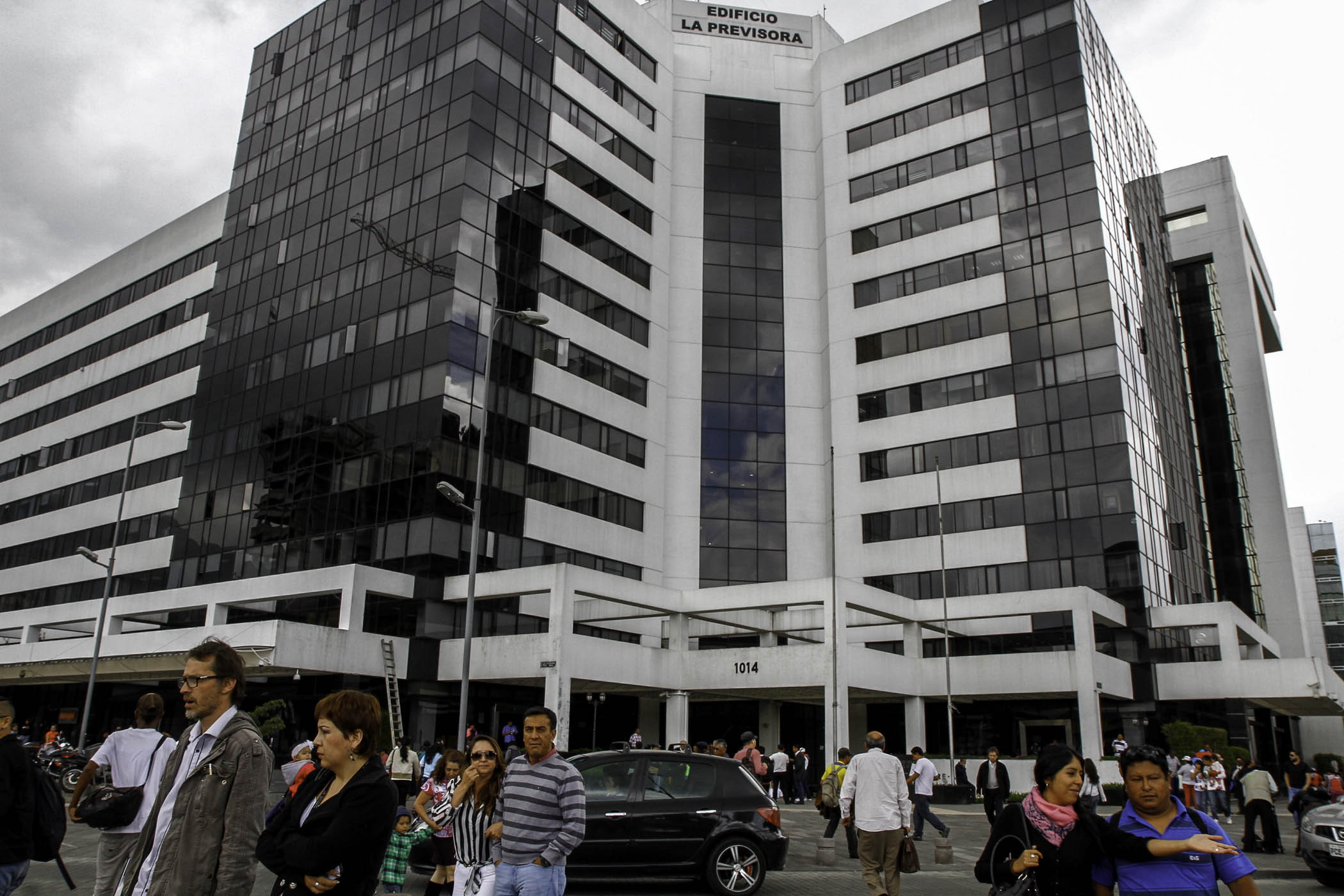
Edificio del Registro Civil en el bulevar Naciones Unidas, esquina con Amazonas.

Tradicionalmente el recorrido de esta vía inicia en el extremo occidental, donde nace sobre la glorieta denominada Plaza de las Américas (cruce con la avenida América); y remata en el oriente, sobre el Estadio Olímpico Atahualpa (cruce con la avenida 6 de Diciembre).
A pesar de su corto recorrido, el bulevar enlaza las principales avenidas comerciales del norte de Quito, como las ya mencionadas América y 6 de Diciembre, aunque también lo hace con la 10 de Agosto, Amazonas, de los Shyris, República de El Salvador y 6 de Diciembre, todas ellas que recorren la urbe en sentido norte-sur.
A los lados del bulevar se levantan altas torres corporativas construidas a finales del siglo XX e inicios del XXI, muchas de ellas ocupadas por bancos y entidades del sector público, aunque también existen unas cuantas dedicadas a vivienda. Varios de los más importantes y tradicionales centros comerciales de la ciudad se encuentran ubicados a los pies de esta avenida (Plaza de las Américas, Caracol, Iñaquito, y Quicentro Shopping), que cuenta también con al menos una docena de locales de comida rápida de cadenas importantes.

## Paseo peatonal

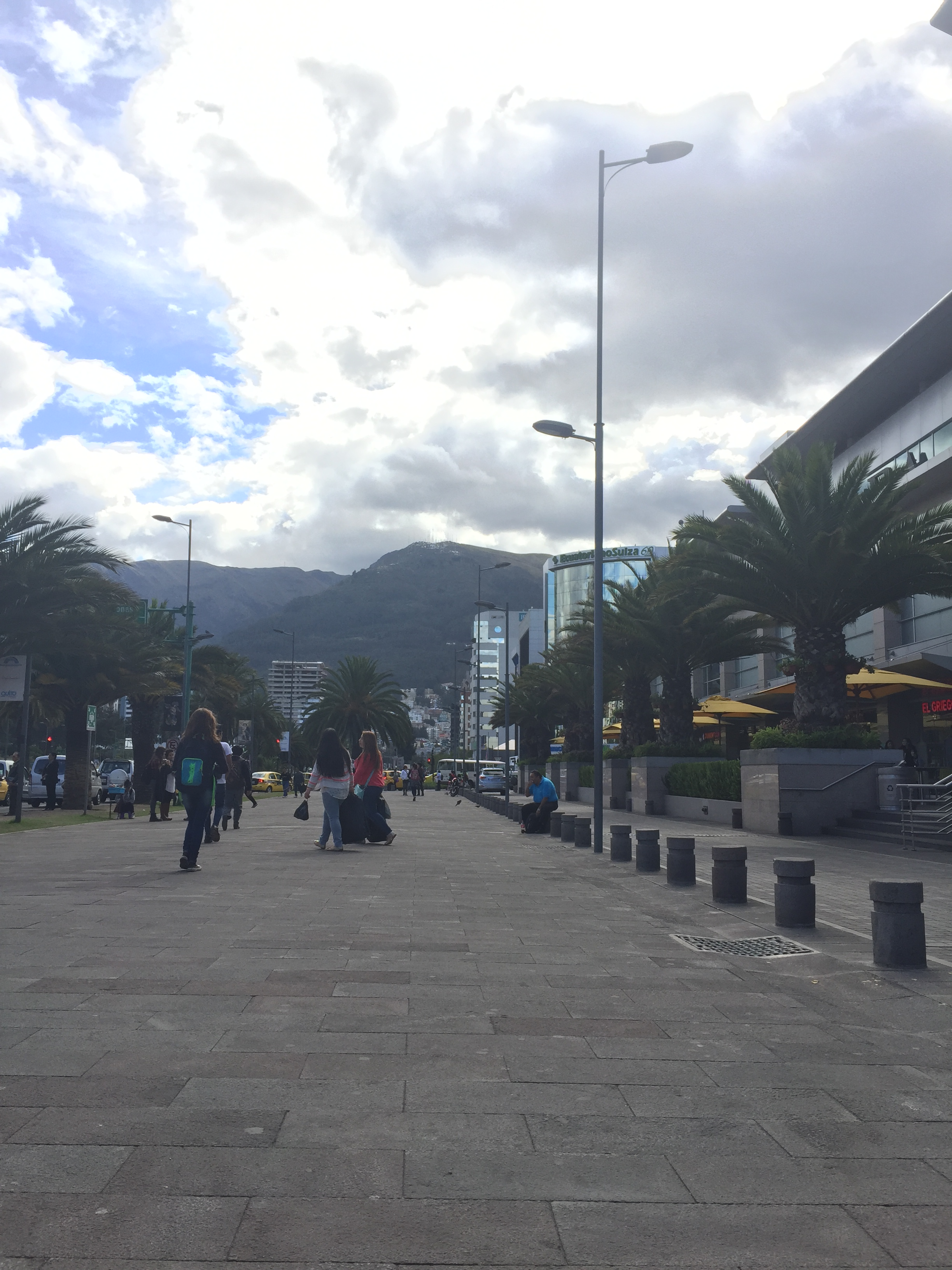
Bulevar Naciones Unidas, a la altura del Quicentro Shopping.

La importancia estratégica de la avenida, no solo radica en su calidad de vía de comunicación para el tránsito rodado, sino también en el eje cultural en que se ha convertido para el tránsito humano. Las aceras de cada lado tienen cerca de 20 metros de ancho, con 12 de ellos destinados para circulación y los demás a jardineras y arborización con especies endémicas de la zona. En el tramo comprendido entre la calle Japón y la avenida de los Shyris, el espacio se conjuga perfectamente con el parque La Carolina, que se encuentra a pocos pasos. Más de una docena de exposiciones itinerantes se presentan cada año a lo largo del recorrido, éstas son apreciadas por las más de veinte mil personas que circulan por el bulevar cada día, y que han convertido a este sitio en un importante punto de encuentro social y cultural. Exposiciones emblemáticas como Jardín de Quindes, Volverte a Ver, Máscaras de Carnaval, Dinosaurios y megabestias en Quito y una serie de exhibiciones de fotografía tituladas A Cielo Abierto, han convocado el interés de miles de turistas nacionales y extranjeros.
Cada año después de Fiestas de Quito, y durante toda la temporada navideña y de año nuevo, el paseo es escenario de un espectáculo de luces decorativas alusivas a la fecha. Estas son instaladas por la Empresa Eléctrica Quito en coordinación con el Municipio, y atraen a miles de turistas cada noche, que recorren el bulevar en familia o entre amigos. Además de la iluminación, la decoración de esta temporada incluye un pesebre gigante, trineo y casa de papá Noel, y un árbol de Navidad gigante que se ubica en la Plaza de las Américas y que puede ser apreciado desde el otro extremo de la avenida.
Todos estos factores han convertido a esta avenida en la vía con mayor plusvalía comercial del país, y un estudio denominado Main Streets Across the World, elaborado por la consultora internacional Cushman & Wakefield a finales de 2015, la ubica en el puesto número 62 de importancia a nivel mundial y 12 en Sudamérica, superada por cuatro avenidas en Argentina, seis en Brasil y una en Colombia, y por sobre dos de Perú.